# Ogooué-Létili
Ogooué-Létili ist ein Departement in der Provinz Haut-Ogooué in Gabun und liegt im Osten des Landes. Das Departement hatte 2013 etwa 2800 Einwohner.

## Gliederung
- Boumango